# Vebron
Vebron település Franciaországban, Lozère megyében. Lakosainak száma 225 fő (2022. január 1.). Vebron Barre-des-Cévennes, Le Pompidou, Bassurels, Rousses, Fraissinet-de-Fourques, Gatuzières, Hures-la-Parade, Florac-Trois-Rivières, Cans-et-Cévennes és Gorges du Tarn Causses községekkel határos.

## Népesség
A település népessége az elmúlt években az alábbi módon változott:
| Lakosok száma | 249  | 174  | 188  | 231  | 194  | 197  | 204  | 214  | 216  | 225  |
|               | 1968 | 1982 | 1990 | 2006 | 2013 | 2015 | 2017 | 2019 | 2020 | 2022 |